# Hussein Maziq
Hussein Maziq (nacido en 1918, fallecido el 12 de mayo de 2006) fue un político libio.

## Biografía
Maziq era un descendiente de la familia Haddouth de la tribu Barasa que vive en Cirenaica, Libia; procedía de una familia de jefes tribales.
Su tatarabuelo Haddouth, de quien la familia ha recibido su nombre, había estado ya en 1822 a cargo de dirigir la tribu Barasa. Posteriormente, el hijo de este, Abubakr, asumió el liderazgo de los Barasa; y en 1844, el Imperio Otomano lo nombró Bey con poder sobre todas las tribus del grupo Harabi (incluidas la tribu Barasa y la Ubaidat). Se había involucrado en 1860 en la Guerra Barasa-Ubaidat, pero no consiguió sobrevivir para ver su final; se mudó a Bengasi y murió allí en 1870. Su hijo Maziq heredó el liderazgo tribal y la gestión del conflicto hasta que los combatientes acordaron hacer la paz en 1890.
Maziq (el abuelo de Hussein) permaneció como el líder de Barasa hasta su muerte en 1909. Había dejado cuatro hijos: El Mabrouk (su heredero político), Yousef (padre de Hussein), Bushdeig y Uroug, un poeta popular.
Cuando los italianos invadieron Libia en 1911, El Mabrouk dirigió a los barasa contra ellos, como lo hicieron los líderes de otras tribus. Fue asesinado en la batalla de "Ain Bumansur" cerca de Derna en 1912. Dado que murió sin hijos, su hermano Yousef se convirtió en el líder de los barasa.
Tras proclamarse la independencia del Reino de Libia, Hussein ocupó los siguientes cargos:
- Gobernador de Cirenaica (mayo de 1952 a octubre de 1961)
- Ministro de Asuntos Exteriores de Libia (enero de 1964 a marzo de 1965)
- Primer ministro de Libia (marzo de 1965 a junio de 1967)